# Sorry to Bother You (film)
Pour les articles homonymes, voir Sorry to Bother You.
Pour plus de détails, voir Fiche technique et Distribution.
Sorry to Bother You (en français : « Désolé de vous déranger ») est une comédie satirique écrite et réalisée par Boots Riley, sortie en 2018. Le film met en vedette Lakeith Stanfield, Armie Hammer, Tessa Thompson, Steven Yeun, Jermaine Fowler (en), Omari Hardwick et Terry Crews. Il est présenté au festival du film de Sundance 2018.
Le film marque les débuts de Boots Riley en tant que réalisateur.

## Synopsis
Cassius Green finit par retrouver un travail en tant que télémarketeur, sur un fond de gronde sociale. Il loue avec sa compagne le garage de son oncle, qui est sur le point de se faire expulser.  
Mais il doit choisir entre ces deux options : suivre ses nouveaux camarades en grève, ou accepter sa promotion et devenir un traître envers eux. 

## Fiche technique
- Titre original : Sorry to Bother You
- Réalisation : Boots Riley
- Scénario : Boots Riley
- Photographie : Doug Emmett
- Montage : Terel Gibson
- Musique : The Coup, Merrill Garbus, Boots Riley, Tune-Yards
- Pays d'origine : États-Unis
- Langue originale : anglais
- Format : couleur
- Genre : science-fiction
- Durée : 105 minutes
- Dates de sortie :
  - États-Unis : 20 janvier 2018 (festival du film de Sundance 2018)
  - États-Unis : 6 juillet 2018 (sortie limitée)
  - France : 30 janvier 2019

## Distribution
- Lakeith Stanfield (VFB : Pierre Lognay) : Cassius Green
- Tessa Thompson (VFB : Mélanie Dermont) : Detroit
- Jermaine Fowler (en) (VFB : Olivier Prémel) : Salvador
- Omari Hardwick (VFB : Karim Barras) : M. _______
- Terry Crews (VFB : Jean-Michel Vovk) : Sergio
- Kate Berlant (VFB : Audrey d'Hulstère) : Diana DeBauchery
- Michael X. Sommers (VFB : Philippe Résimont) : Johnny
- Danny Glover (VFB : Martin Spinhayer) : Langston
- Steven Yeun (VFB : Maxime Donnay) : Squeeze
- Armie Hammer (VFB : Nicolas Matthys) : Steve Lift
- Robert Longstreet (VFB : Patrick Deschamps) : Anderson
- David Cross (VFB : Alessandro Bevilacqua) : la voix d'homme blanc de Cassius Green
- Patton Oswalt (VFB : Alexandre Crépet) : la voix d'homme blanc de M. _______
- Lily James (VFB : Claire Tefnin) : la voix de femme blanche anglaise de Detroit
- Forest Whitaker (VFB : Thierry Desroses) : Demarius / premier « équi-sapiens »
- Rosario Dawson : la voix dans l'ascenseur
- David Fine : le prêcheur de rue

Doublage
- Studio : Symphionia Films
- Directeur artistique : Marie Van R
- Adaptation : Bob Yangasa

Source : carton de doublage sur Netflix Belgique

## Accueil

### Critiques
Le film reçoit de bons retours, avec une note moyenne de 3,7 sur Allociné.
Libération écrit : « La brillante fable de Boots Riley met en scène l'ascension d’un télé-vendeur de centre d’appel, jeune Noir ambitieux doté d’une voix de Blanc. »
Première parle d'un « grand écart entre les genres cinématographiques ».

## Production

### Projet
Boots Riley décrit le film comme « une comédie noire absurde avec des aspects de réalisme magique de science-fiction inspirés par le monde du télémarketing ». Le scénario est inspiré par son propre travail dans le télémarketing et la collecte de fonds. Il y évoque également la nécessité de changer de voix pour trouver le succès. Riley termine le scénario en 2012. Ne pouvant le produire dans l'immédiat, il enregistre un album éponyme avec son groupe The Coup, inspiré par la même histoire.
En juin 2017, il est annoncé que la production allait enfin pouvoir débuter. Lakeith Stanfield, Tessa Thompson et Steven Yeun sont castés. Nina Yang Bongiovi, Forest Whitaker, Jonathan Duffy, Kelly Williams, Charles D. King et George Rush sont alors producteurs du film, respectivement sous les sociétés de production Significant Productions, MACRO et Cinereach. Le même mois, Armie Hammer, Jermaine Fowler, Omari Hardwick et Terry Crews rejoignent également la distribution. Suivront en juillet 2017, Danny Glover, David Cross et Patton Oswalt ainsi que Kate Berlant, Robert Longstreet et Michael Sommers.

### Tournage
Le tournage principale débute le 22 juin 2017 à Oakland en Californie, et se termine le 30 juillet 2017.
Une rumeur voulait que Steve Buscemi interprète la "voix de blanc" du personnage de Danny Glover, mais Riley affirme que c'est en fait la voix de l'ingénieur du son du film.
Après la première à Sundance, la productrice Megan Ellison accorde à Riley 200 000 dollars pour pouvoir tourner des reshoots ainsi qu'une scène supplémentaire.